# Брадли (Илиноис)
Брадли (енгл. Bradley) град је у америчкој савезној држави Илиноис.

## Демографија
По попису из 2010. године број становника је 15.895, што је 3.111 (24,3%) становника више него 2000. године.
| Група             | 2000.          | 2010.          |
| Белци             | 11.956 (93,5%) | 13.263 (83,4%) |
| Афроамериканци    | 157 (1,2%)     | 998 (6,3%)     |
| Азијати           | 87 (0,7%)      | 185 (1,2%)     |
| Хиспаноамериканци | 461 (3,6%)     | 1.190 (7,5%)   |
| Укупно            | 12.784         | 15.895         |